# CAESAR (önjáró löveg)
A CAESAR (franciául:CAmion Équipé d'un Système d'ARtillerie; tehergépkocsira szerelt tüzérségi rendszer) 155 milliméteres L/52-es löveggel felszerelt önjáró tüzérségi eszköz amelyet a francia Nexter hadipari konszern fejleszt és gyárt. A CAESAR napjaink egyik legelterjedtebb teherautó alvázra épített önjáró lövege: 9 ország hadereje rendszeresítette. A típus Irakban, Afganisztánban és Ukrajnában is bevetették harci körülmények között.

## Kialakítása és jellemzői
A megrendelő igényei szerint 6×6-os Renault Sherpa 10 vagy 8×8-as Tatra 815 tehergépkocsi alvázra épített önjáró löveg maximális lőtávolsága 42 km és 1 perc alatt tűzkésszé tehető. A 6×6-os változat 18 darab 155 mm  lövedéket szállít a löveg és kabin között elhelyezett tárolókban a hozzájuk kivető töltetekkel együtt. A 8×8-as CAESAR  lőszerkészlete lényegesen nagyobb: 36 lövedéket vihet magával. A személyzet egy páncélozott kabinban utazik, amely ellenáll a 7,62×39 mm-es vagy annál gyengébb lőszert tüzelő kézi fegyverek tüzének. A töltéshez a 3-4 fős lövegkezelő csapatnak el kell hagynia a páncélozott kabint. A löveg kézi töltésű mechanikus rásegítéssel. A löveg percenként 6–8 lövés leadására képes. A löveg irányzása teljesen automatizált: a kezelőnek csak a célkoordinátáit kell megadnia, a fedélzeti számítógép kiszámítja a lőelemeket és ennek megfelelően irányozza be a löveget. 

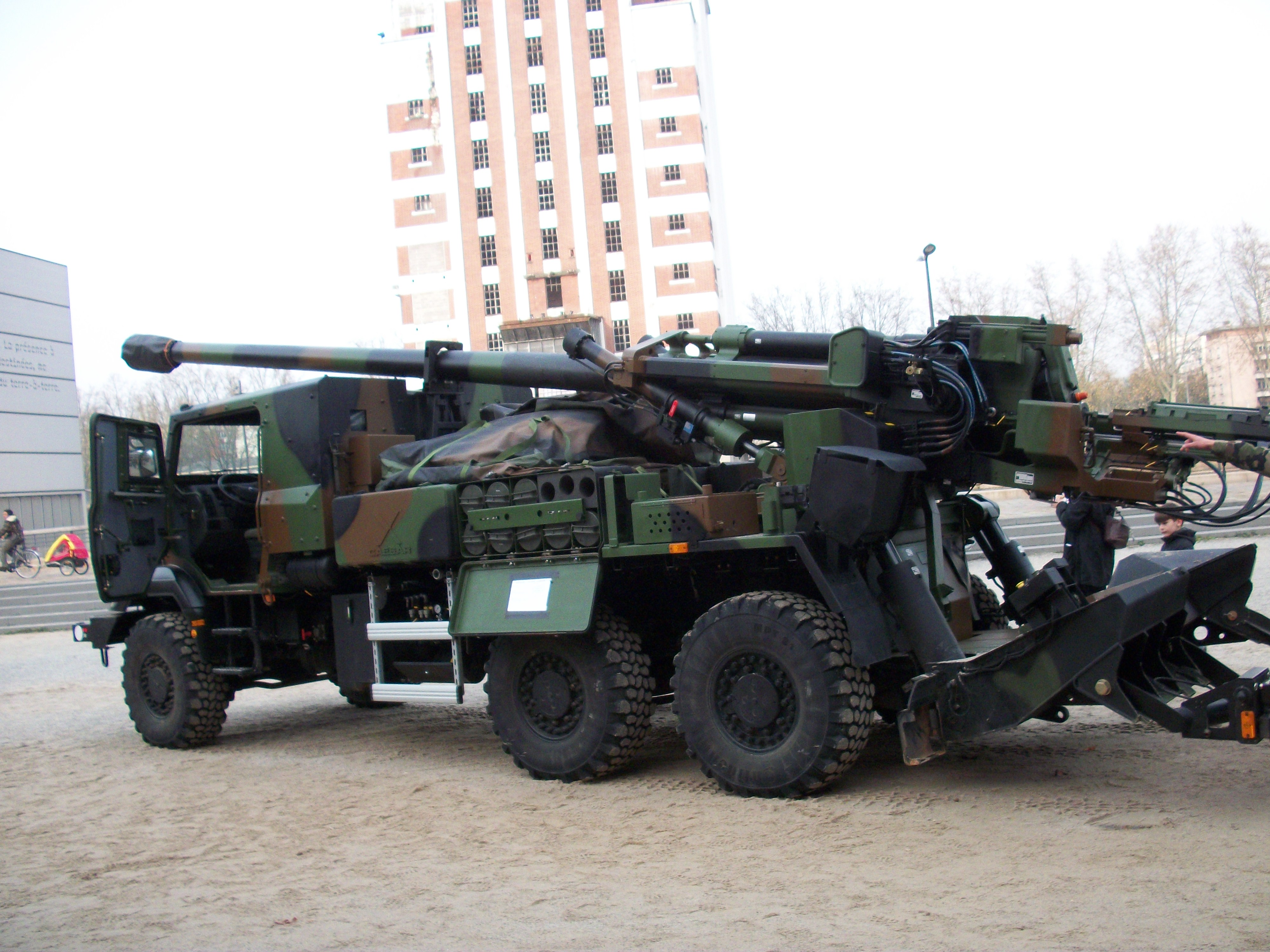
Egy francia 6×6-os CAESAR közelről
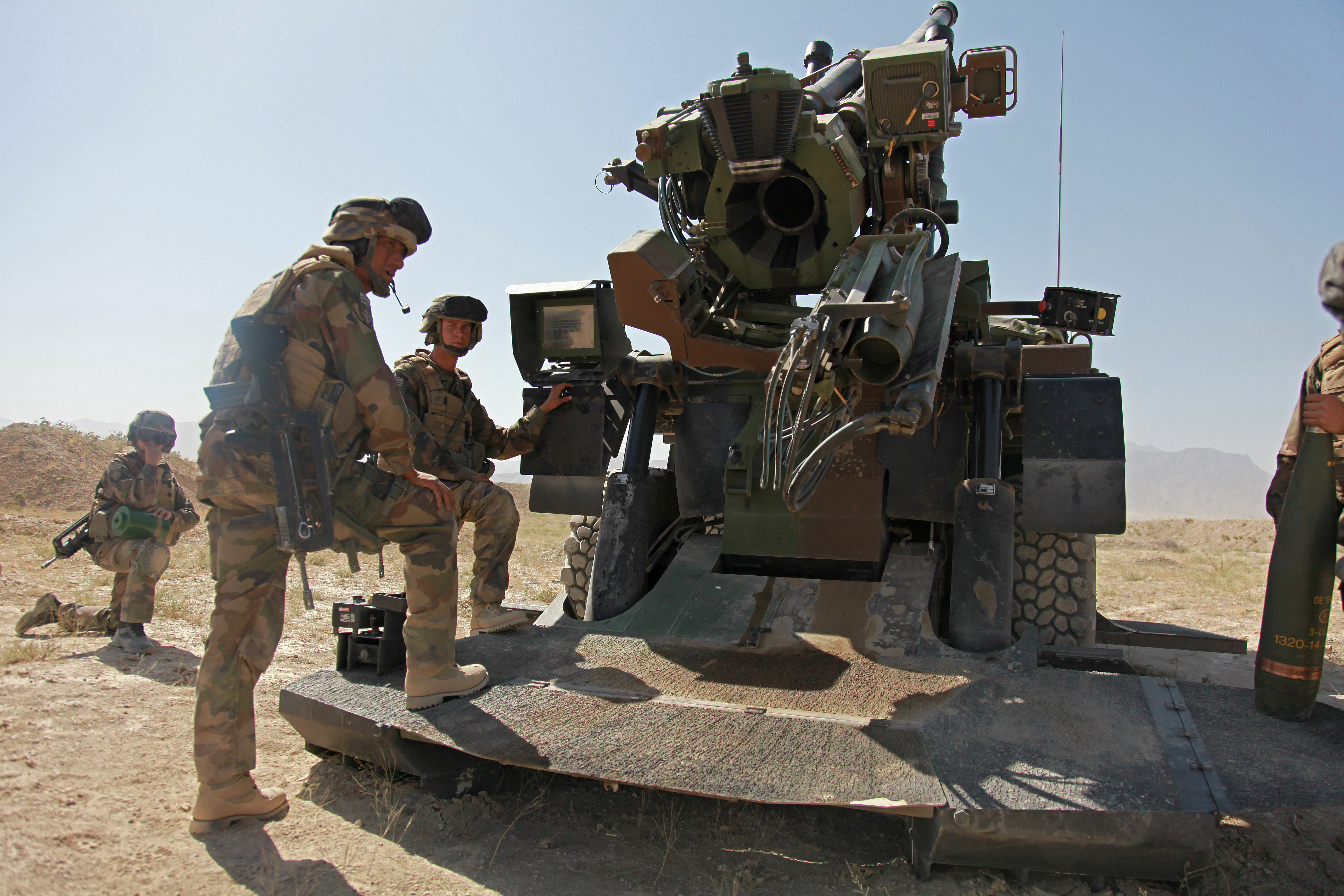
Töltés előtt (Afganisztán, 2009)
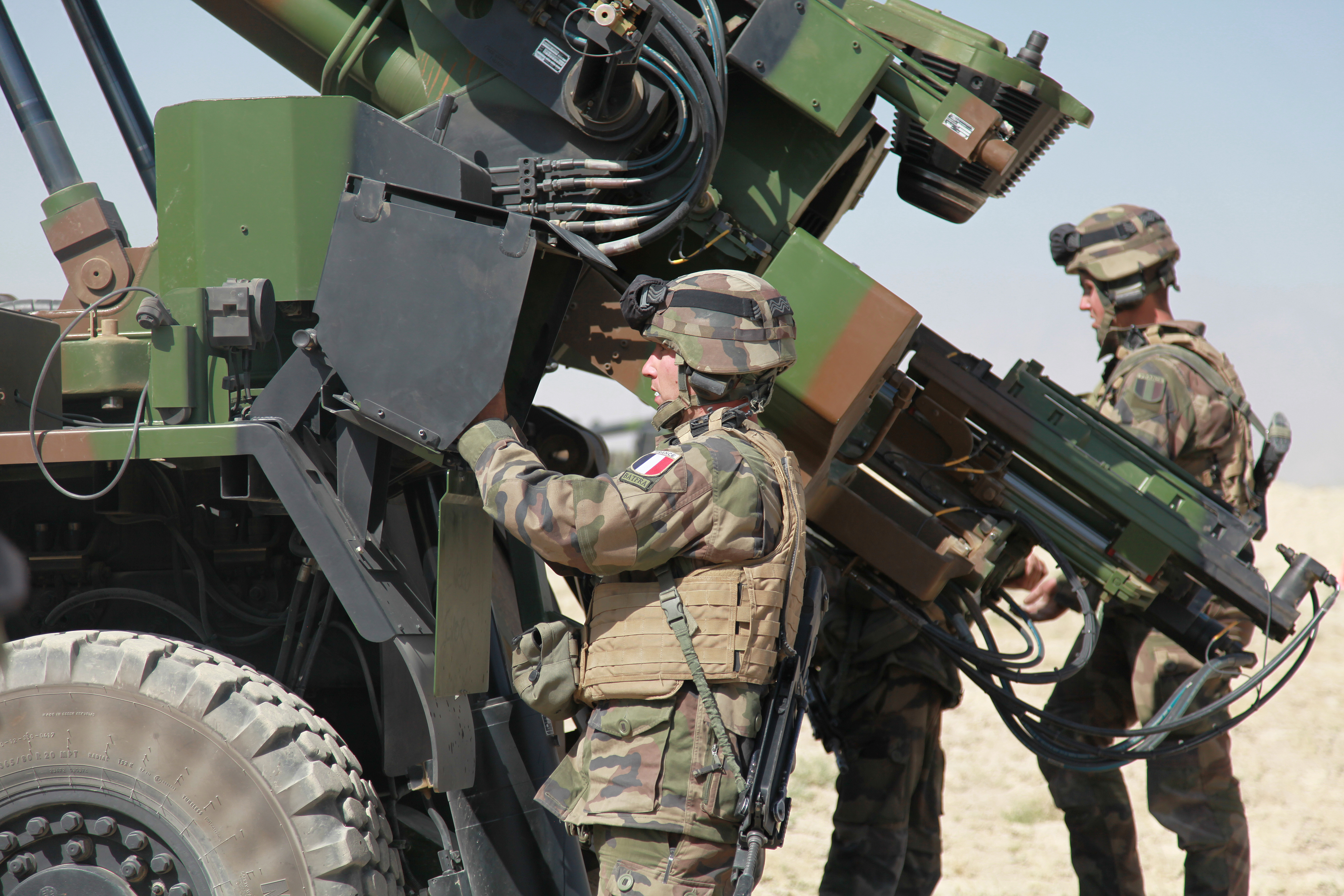
Töltés (Afganisztán, 2009)
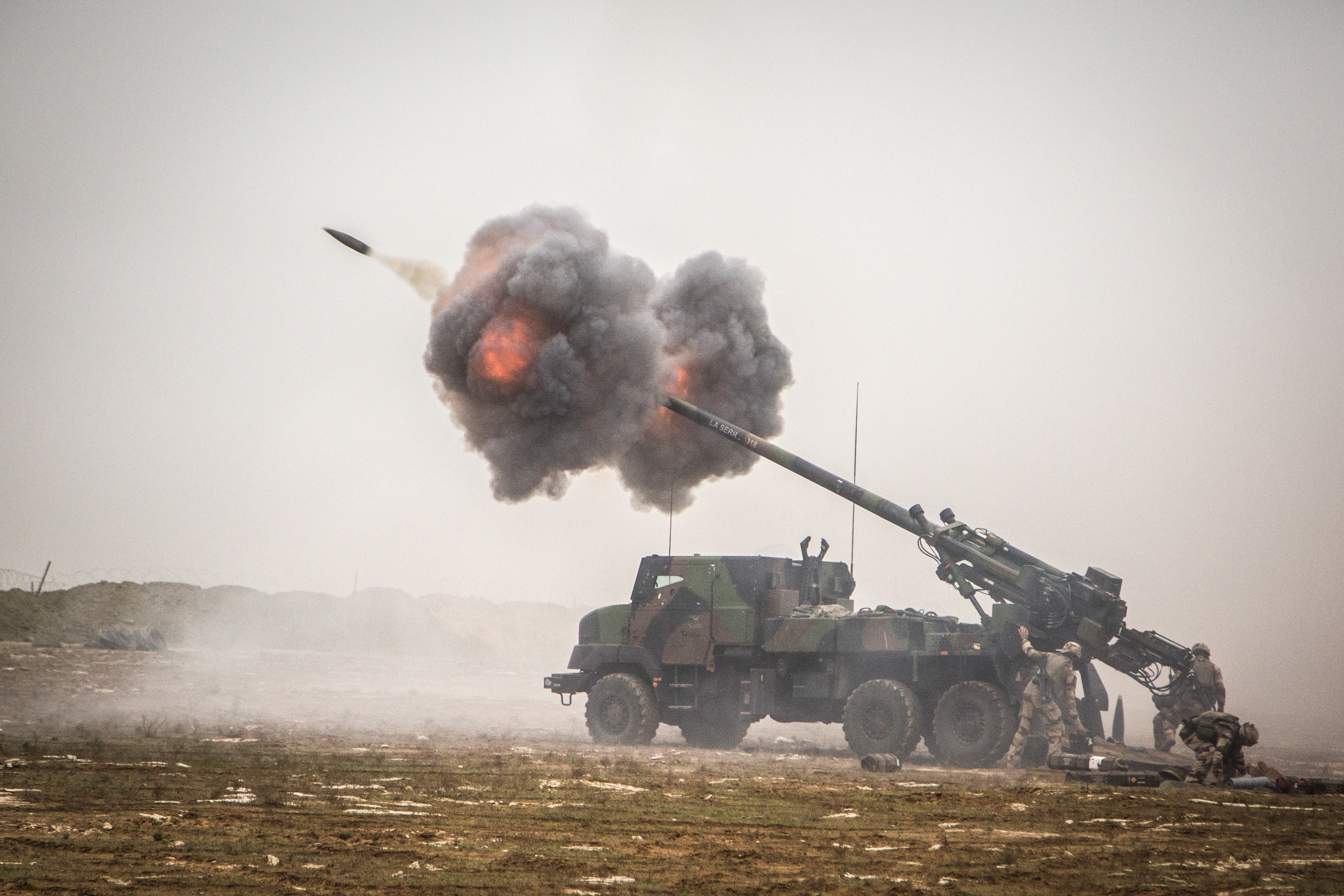
Tüzelés Irakban (2018)
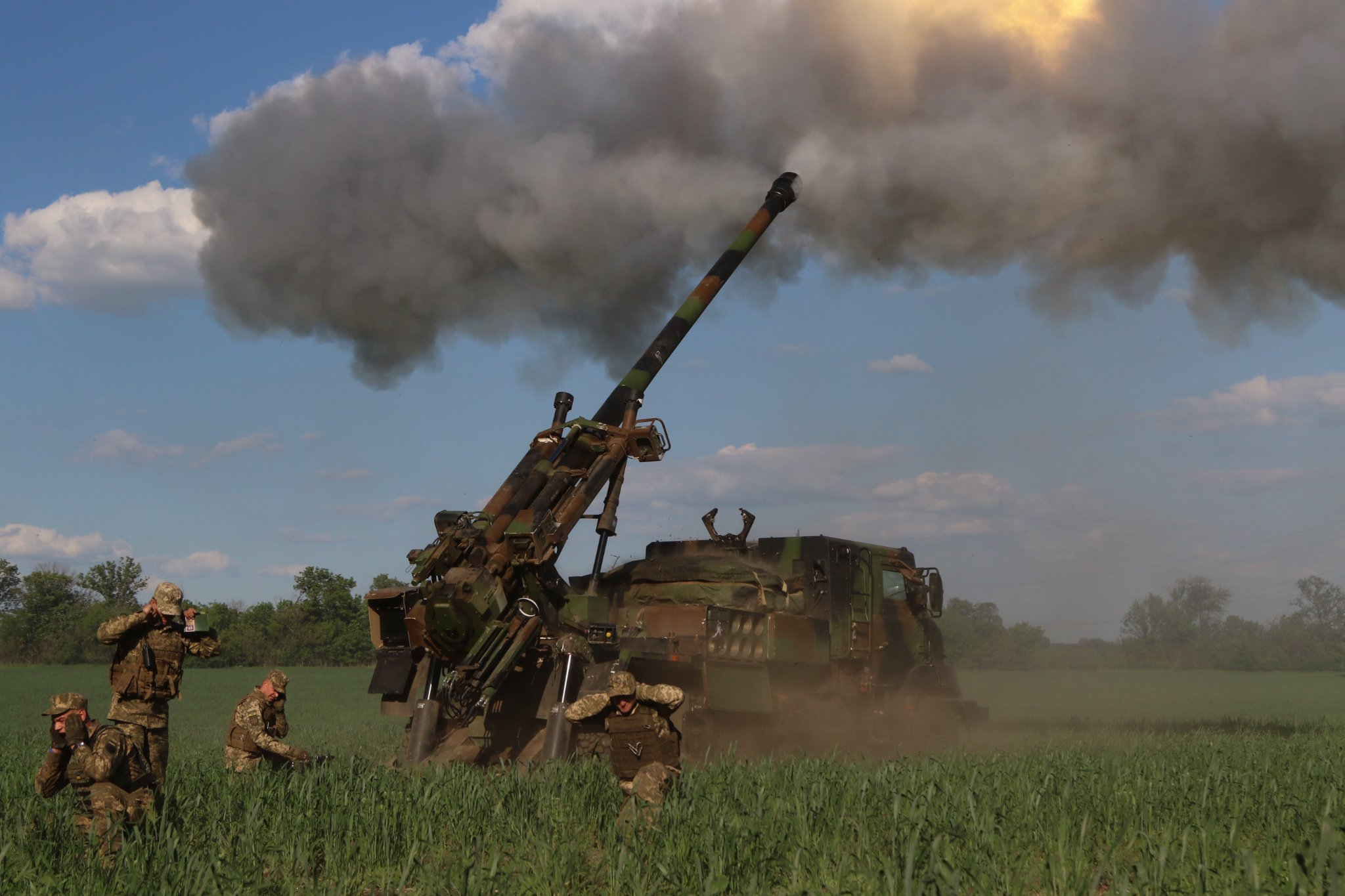
CAESAR löveg Ukrajnában

## Alkalmazók

### Jelenlegi alkalmazók
- Franciaország – 77 önjáró löveg
- Észtország – 6 önjáró löveg. Az ész és a francia védelmi beszerzési ügynökség, valamint a lövegek gyártója 2024-ben írt alá szerződést 12 db löveg szállításáról. Az első hat darab löveget 2025. február elején adták át az Észt Védelmi Erőknek.[5]
- Indonézia – 37 önjáró löveg
- Libanon – 28 önjáró löveg
- Szaúd-Arábia – 80 önjáró löveget rendeltek 2006-ban 6×6-os Unimog gépkocsira építve
- Thaiföld – 6 önjáró löveg
- Ukrajna – 43 db 2024-ben, ebből 26 db 6×6-os, 17 db 8×8-as alvázon.[6] A lövegeket Franciaország és Dánia szállította katonai segélyként 2022-2023-ban.  A francia készletekből átadott lövegek 2022. május második felében álltak hadrendbe az ukrán haderőnél.[7] Dánia 19 darabot adott ás 2023 elején a már leszállított készleteiből.[8] Az Ukrajnában használt önjáró lövegek közül hat egység veszett el igazoltan a harcok során.

### Jövőbeni alkalmazók
- Belgium – 9 önjáró löveget rendeltek meg 62 millió euróért 2027-ig történő leszállítással[9]
- Csehország – 54 önjáró löveget rendeltek 2021-ben 8×8-as Tatra alvázra építve. További 10 löveget rendeltek 2022 végén.[10]
- Dánia – 54 önjáró löveget rendeltek 2021-ben 8×8-as Tatra alvázra építve. Az első 19 darab Ukrajnának adták át 2023 elején.[8]
- Litvánia – 18 önjáró löveget rendeltek 2022 végén.[11]
- Marokkó – 30 önjáró löveget rendeltek 2021-ben 6×6-as építve.

## Hasonló gumikerekes önjáró lövegek
- Archer
- ATMOS
- KMW AGM
- Rheinmetall HX3
- 2SZ22 Bohdana